# Hurstville
Hurstville è una città situata nella Local government area di Hurstville, nel Nuovo Galles del Sud, in Australia. Si trova a circa 16 km dal Distretto affaristico centrale di Sydney.